# مسجد بانكات
مسجد بانكات هو واحد من أقدم المساجد في كليمنتان الجنوبية، يقع المسجد في قرية واشا السفلى في منطقة سيمبور من هولو سونغاي سيلاتان في إندونيسيا.

## البناء
تأسس مسجد بانكات من قبل رجل دين يدعى الشيخ العلامة عباس دان والعلامة الشيخ سعيد بن العلامة الشيخ حسين سعد الدين، وتم بناء المسجد في يوم الثامن والعشرين من شهر ذو الحجة عام  1328 هـ الموافق 1908 م، بني المسجد من خلال التبرع بالأرض المملوكة لميرون بن عبد الله بن إسماعيل، تبلغ مساحة المسجد 1047.25 متر مربع، يبعد المسجد حوالي 7 كيلومترات من العاصمة كابوبتن جنوب نهر كندانغان.